# ذوالجناح، روز پنجاه هزار سال
ذوالجناح، روز پنجاه هزار سال (به انگلیسی: THE 50000 YERAS DAY) دومین فیلم مستند محمدرضا وطن دوست است. فیلمی آیینی که در سال ۱۳۸۴ در روستای ازنی کیاسر در مازندران فیلمبرداری شده‌است. این فیلم در بیست و چهارمین جشنواره بین‌المللی فیلم فجر (چشم واقعیت) به نمایش در آمده و تندیس کتاب زرین بهترین مستند از جشنواره بین‌المللی فیلم رشد ۱۳۸۵ را نصیب خود کرده‌است.

## خلاصه داستان
در دهکده کوچک شمالی، گروه کربلایی احمد و اسب اش مراسمی را به عنوان یک سنت خانوادگی هر ساله در روز به خصوصی اجرا می‌کنند تا شنوای رازها، آرزوها و نیازهای مردم روستا باشند.

## نقد فیلم
- پیروز کلانتری در سایت انسان‌شناسی و فرهنگ: مدت‌هاست می‌خواهم نقد مبسوطی بر این فیلم بنویسم و این یادداشت مختصر را پیش‌درآمد آن نوشته به حساب آورید، جذابیت فیلم برای من تلفیق اندیشیده و مؤثری است که از یک واقعیت و فضای زنده با روایت‌سازی خاص فیلم‌ساز از طریق فضاهای طراحی و بازسازی‌شده به دست می‌آید. در میان فیلم‌های آیینی، از معدود فیلم‌هایی است که وجه تصویرگرایانه و فرم‌پردازانة فیلم، ساز جدا نمی‌زند و روایت در فیلم مستند موضوع و دغدغة فیلم‌ساز است و این روایت‌گویی بر فضا و بیان مستند کار سنگینی نمی‌کند. این فیلم یک نمونه جذاب از این فضاست که پیشنهادهای جالب و تازه‌ای از ترکیب سینمای مستند و داستانی، استناد و روایت و سینمای مستقیم و بازسازی موقعیت‌ها را پیش رو می‌گذارد.[۲]
- مهرداد فراهانی در سایت پیک مستند:اگر تقوایی درمستند «تمرین آخر» تنها در یک نمای عمومی به پشت صحنه تعزیه می‌رود، محمدرضا وطن دوست درمستندذوالجناح، روز پنجاه هزار سال پا را فراتر می‌گذارد و به کشف درونیات شبیه خوانان می‌پردازد. در واقع این فیلم به حیطه شخصیت پردازی وارد می‌شوند. در این فیلم که در یکی از روستاهای شمال کشور می‌گذرد با پیر مردی روشن ضمیر و نورانی همراه می‌شویم که علاوه بر شبیه خوانی نقش امام حسین (ع) سال‌ها است اسب سپید خود را هم به عنوان نمادی از ذوالجناح در تعزیه شرکت می‌دهد. این عادت چندین و چند ساله پیرمرد باعث شده تا مردم روستا به تدریج این اسب را نظر کرده و متبرک بپندارند. به همین خاطر پیرمرد صبح روز عاشورا با اسب خود از تمامی محله‌ها گذر می‌کند و هر یک از اهالی تکه پارچه‌ای را به رسم دخیل بر گردن اسب می‌آویزند. دیگر سکانس به یاد ماندنی این فیلم لحظه لباس پوشیدن گروه تعزیه خوانان و مرور اشعار و به عبارت بهتر سکانس پشت صحنه است. اکنون پیر مرد که لباس سبز امام (ع) را پوشیده آن قدر غرق در نقش خود شده که از لیوان آب شبیه خوان عمر سعد آب نمی‌خورد و او را نجس و حرامی خطاب می‌کند! طنز این سکانس از آن جا ناشی می‌شود که اتفاقاً در سکانس‌های قبلی دیدیم که شبیه خوان عمر سعد جوانی ساده دل و مورد محبت همه اهالی روستا است.[۳]

## جوایز
- فیلم برگزیده بیست و چهارمین جشنواره بین‌المللی فیلم فجر (چشم واقعیت) ۱۳۸۴.[۴]
- تندیس کتاب زرین و دیپلم افتخاربهترین مستند از جشنواره بین‌المللی فیلم رشد۱۳۸۵.[۵]
- تندیس نیلوفر زرین و دیپلم افتخار بهترین مستند از جشنواره فیلم پروین اعتصامی۱۳۸۵[۶]
- تندیس و دیپلم افتخار بهترین فیلم مستند از اولین جشنواره تصویر عاشورا۱۳۸۶.[۷]
- بهترین فیلم مستند از جشنواره فیلم عاشورایی «سپید»۱۳۸۵.[۸]
- فیلم برگزیده نخستین دوره جایزه بزرگ شهید آوینی ویژه برترین مستندهای سال ۱۳۸۶.[۹]
- فیلم برگزیده جشنواره بین‌المللی فیلم کوتاه تهران ۱۳۸۵.
- تندیس بهترین فیلم مستند از جشنواره فیلم‌های آیینی ۱۳۸۵.
- تندیس بهترین فیلم‌نامه از جشنواره فیلم‌های آیینی ۱۳۸۵.
- بهترین مستند از جشنواره اد بی و هنری دانشجویان ایران «عطش».[۱۰]
- دیپلم افتخار ویژه هیئت داوران از بخش بین‌المللی جشنواره فیلم دانشجویان ایران ۱۳۸۴.
- تندیس و دیپلم افتخار بهترین فیلم مستند در جشنواره آیینی فیلم صبا ۱۳۸۵.
- تندیس و دیپلم افتخار بهترین مستند در جشنواره آیینی فیلم صبا از مؤسسه آمارد فیلم ۱۳۸۵.
- دیپلم افتخار بهترین فیلم مستند ازجشنواره بین‌المللی فیلم رشد، مازندران ۱۳۸۶.
- دیپلم افتخار فیلم مستند برگزیده از مرکز آموزش عالی ۱۳۸۹.
- تجلیل و مرور آثار محمدرضا وطن دوست در سی و نهمین جشنواره بین‌المللی فیلم رشد ۱۳۸۸.

## گفتگو با کارگردان
- «گفتگوی خبرگزاری فیلم کوتاه با محمدرضا وطن دوست، کارگردان فیلم «روز پنجاه هزار سال».لینک گفتگو بایگانی‌شده  در ۲ مه ۲۰۱۴ توسط Wayback Machine
- «وطن‌دوست» مستندساز: حمایت تلویزیون از مستندهای آیینی] - گفتگو با خبرگزاری ایکنا.لینک گفتگو[پیوند مرده]